# Мечтата на Николай
„Мечтата на Николай“ е белгийско-български документален филм на режисьора Мария Карагьозова от 2018 г.
Премиерата на филма е на 22 март 2018 г. в софийския Дом на киното по време на XXIII международен София Филм Фест.

## Сюжет
Внимание:  Текстът по-долу разкрива сюжета на произведението (или части от него)!
Филмът е посветен на капитан Николай Джамбазов. Роден е на 2 март 1943 година в София, в семейство на учителка и морски офицер от търговския флот. Занимава се активно с плуване, мотоциклети и ветроходство. Отбива военната си служба като радиотелеграфист и получава първото си свидетелство за управление на кораб. Работи в завод „Витоша“ в София, а в свободното си време, в период от 6 години, в края на 1970-те години построява собствената яхта „Тангра“, с която през 1985 г. осъществява самостоятелно околосветско плаване.